# Laure Mi Hyun Croset

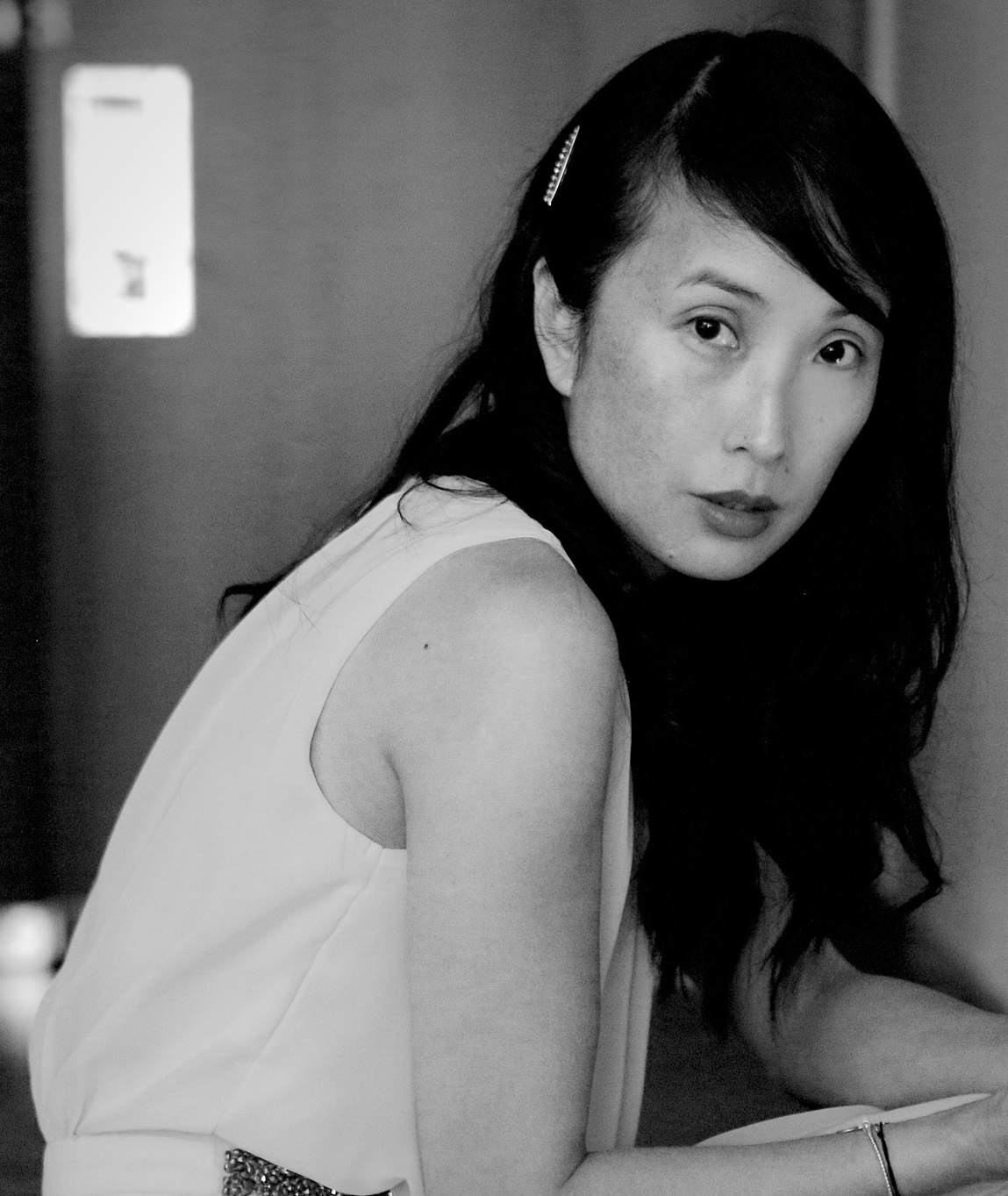
Laure Mi Hyun Croset (2013), Fotograf: Bruno Fabresse

Laure Mi Hyun Croset (* 1973 in Seoul) ist eine Schweizer Schriftstellerin.

## Leben
Laure Mi Hyun Croset, in Südkorea geboren, wurde als Kleinkind von einer Genfer Familie adoptiert. Sie studierte Französische Literatur und Kunstgeschichte an der Universität Genf.
Sie ist Mitglied des Vereins Autorinnen und Autoren der Schweiz (AdS) und lebt in Genf.

## Auszeichnungen
- 2012: Prix Ève der Académie romande für Polaroïds

## Werke
- Les Velléitaires. Éditions Luce Wilquin, Avin 2010, ISBN 978-2-88253-402-6.
- Polaroïds. Luce Wilquin, Avin 2011, ISBN 978-2-88253-431-6.
- On ne dit pas «je»! BSN Press, Lausanne 2014, ISBN 978-2-940516-10-0.
- S’escrimer à l’aimer. BSN Press, Lausanne 2017, ISBN 978-2-940516-73-5.
- Le Beau Monde. Roman. Albin Michel, Paris 2018, ISBN 978-2-226-40023-9.
- Pop-corn Girl. BSN Press, Lausanne 2019, ISBN 978-2-940516-67-4.
- Made in Korea. Roman. BSN Press, Lausanne 2023, ISBN 978-2-940658-70-1.